# 基特峰

基特峰（英語：Kitt Peak）是美國亞利桑那州的一座山峰，海拔6,883英尺（2,098公尺），是昆蘭山脈（Quinlan Mountains）的最高點。基特峰是基特峰國家天文台的所在地，天文台的電波望遠鏡是組成超長基線陣列的十個天文台之一。
縣測量員喬治·J·羅斯克魯格（George J. Roskruge）用英文為這座山峰命名，以紀念妹妹菲利帕（Phillippa），她是威廉·F·基特（William F. Kitt）的妻子。在1893年的皮馬郡測量地圖上，羅斯克魯格拼寫出“Kits”這個名字。應喬治·F·基特妻子的要求，該拼寫於1930年被改變。